# 猫の聖母 (バロッチ)
『猫の聖母』（ねこのせいぼ、伊:Madonna del gatto）は、イタリアのルネサンス期の画家、フェデリコ・バロッチが1575年に制作した絵画である。現在、ロンドンのナショナル・ギャラリーに所蔵されている。バロッチの几帳面な制作態度を反映して、本作と同じサイズの素描 (フランスの個人コレクション) を含め35点を下らない準備素描が現存している。大英博物館には本作の最終的な素描が収蔵されている。

## 歴史と概要
ピオッビコのアントニオ・ブランカレオーニ伯爵は、バロッチにピオッビコの教区教会のために『エジプトからの帰還上の休息』（現在、ヴァチカン美術館所蔵）を描くよう依頼したが、同時期にバロッチに依頼された本作は伯爵の家庭用であった。
聖ヨセフ、聖母マリア、若い洗礼者ヨハネ、そしてマリアの胸にいる幼いイエス・キリストからなる聖家族は、ルネサンス時代の宮殿の愛らしい寝室におり、団らんのひと時の場面で描かれている。女性的な団らんの場面は、1574年に完成した伯爵夫人の居室用だったのかもしれない。夫人の居室の装飾は1574年に完成しており、これは絵画が制作された前年であった。絵画は後に伯爵の娘のイザベラに相続されたが、このことは絵画が伯爵家の女性と関連があったことを示唆している。
ヨハネは、キリストの受難の寓話的な象徴である、捕らえられたゴシキヒワで猫をからかっているように見える。聖家族の描写において、猫はあまり一般的なモチーフではないが、本作で猫はゴシキヒワに襲いかかりそうに描かれており、キリストの将来が暗示されている。1577年に登場した絵画のエングレーヴィングは、「これは、幼子イエスが人間の楽園追放に気づき、将来の贖い主としての役割を理解する瞬間である」と解説している。
ヨハネの葦は背景の壁にもたせかけてある。人物たちは、右奥に向かってバロック様式の先駆けともいえる対角線を形成している。バロッチの様式では、人物の頬はバラ色である。